# Новая Константиновка (Тверь)
Новая Константи́новка — деревня, вошедшая в 1937 году в черту города Тверь. Расположена в восточной части города на территории Московского района.

## География
Находится на правом берегу Волги, за территорией промзоны (экскаваторный завод и комбинат Искож). Напротив, на левом берегу Волги находится Старая Константиновка.

## История
Новая Константиновка включена в черту города Калинина в 1937 году, вместе с остальными окрестными деревнями (Жёлтиково, Мамулино, Райково, Бычково, Бобачёво, Барминовка, Большие и Малые Перемерки, Старая Константиновка)